# Iglesia de San Pedro Apóstol (Mucientes)
La iglesia parroquial de San Pedro Apóstol es un templo católico ubicado en la localidad de Mucientes, Provincia de Valladolid, Castilla y León, España. Es una construcción que data del siglo XVI de estilo gótico.Siguiendo los planos de Juan de Saravia,el templo es de planta de cruz latina, con cabecera poligonal, crucero señalado en planta y una sola nave dividida en 2 tramos.
En la sacristía medieval se reunieron Felipe "el Hermoso" y Fernando "el Católico" (en julio de 1506)
Retablo mayor: barroco, obra de Pedro Correas realizado en el siglo XVIII.
Sillería: tallada en madera de nogal de la escuela de Juan de Juni.
Retablo de San Cristóbal: una obra singular por su fábrica entre relieve y escultura.
Alberga una colección de Arte Sacro: un conjunto de piezas etnográficas, litúrgicas y artísticas que abarcan del siglo XVI al siglo XX.